# Europese Green Deal

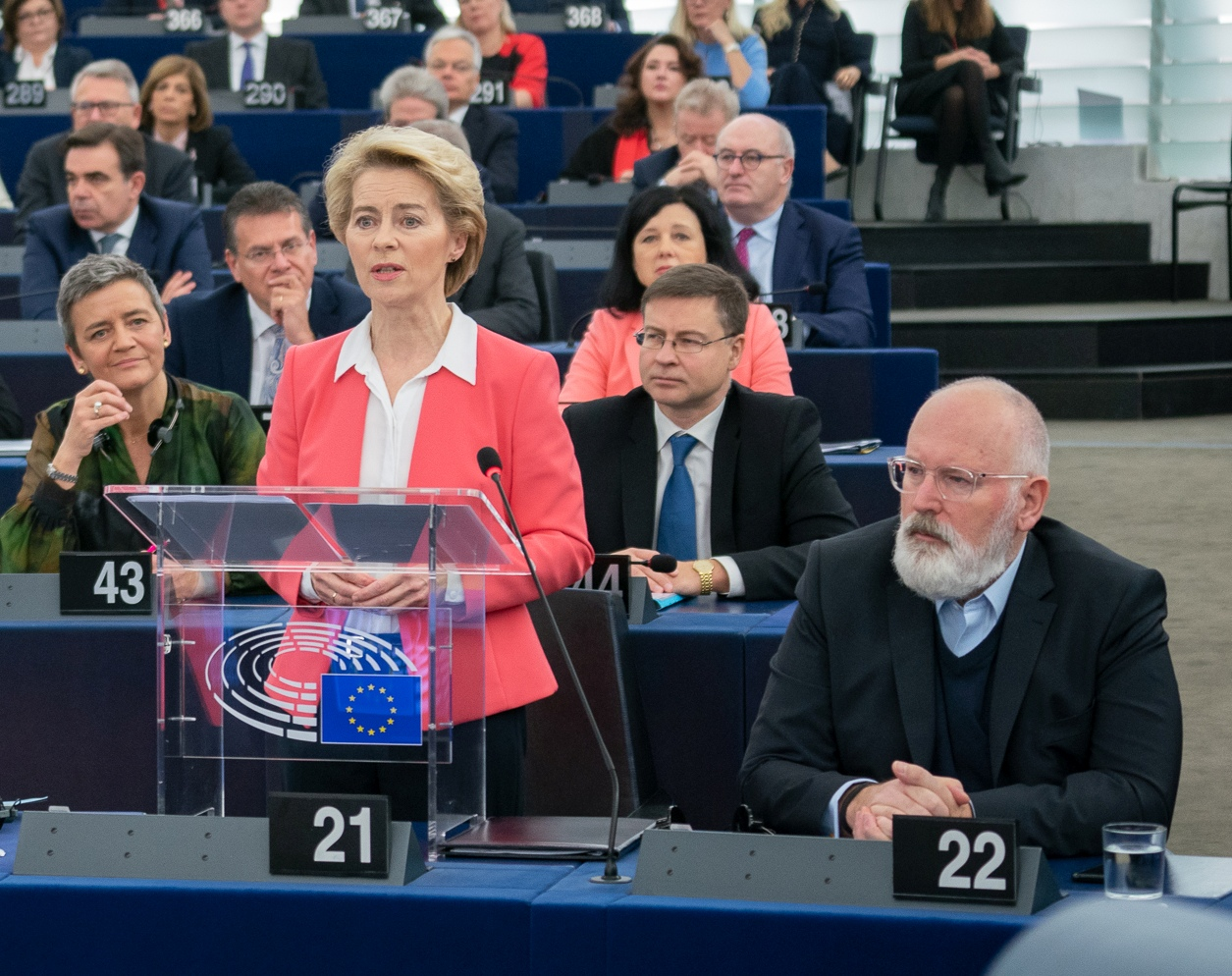
Commissievoorzitter von der Leyen (21) en vicevoorzitter Timmermans (22).

De Europese Green Deal is een reeks beleidsinitiatieven van de Commissie-Von der Leyen met als overkoepelende doelstelling om Europa tegen 2050 klimaatneutraal te maken, en daarmee het eerste klimaatneutrale continent te worden. In 2030 moet de CO2-uitstoot al met 55% verminderd zijn ten opzichte van 1990.

## Ontstaan
Om de klimaatverandering te beteugelen, werden op de klimaatconferentie van Parijs in 2015 internationale afspraken gemaakt om de uitstoot van CO2 te beperken. Op basis daarvan had de Europese Unie klimaatdoelen opgesteld voor 2020, 2030 en 2050. In december 2013 bleken deze doelen met de toenmalige aanpak niet gehaald te zullen worden. Daarom werden de plannen bijgesteld, in de aanloop naar de klimaatconferentie van 2018 in Katowice, en werd voor het eerst het doel gesteld om Europa in 2050 klimaatneutraal te maken. De Green Deal is het logische vervolg hierop, en op 11 december 2019 werden de plannen officieel voorgesteld. Eerste vicevoorzitter Frans Timmermans werd aangesteld als verantwoordelijke commissaris (2019-2024) voor het plan.

## Uitwerking
De Commissie wil de beleidsvoorstellen van de Green Deal verankeren, en de nodige investeringen stimuleren, via een Europese klimaatwet. Hiertoe werd in maart 2020 een ontwerp-verordening ingediend.
De beleidsvoorstellen omvatten onder meer:
- investeringen in milieuvriendelijke technologie
- bedrijven helpen innoveren
- schonere, goedkopere en gezondere vormen van particulier en openbaar vervoer
- de energiesector koolstofvrij maken
- een grotere energie-efficiëntie van gebouwen
- samenwerken met internationale partners om de mondiale milieunormen te verbeteren.

De EU zal ook, via een mechanisme voor een rechtvaardige transitie, financiële en technische bijstand verlenen om mensen, bedrijven en regio’s die het zwaarst worden getroffen door de overgang naar een groene economie, te helpen.
Verder is nog een Europese industriestrategie voorzien, een actieplan voor een circulaire economie, een “van boer tot bord”-strategie (Engels: “farm-to-fork”) om voedselsystemen duurzamer te maken, en een EU-biodiversiteitsstrategie voor 2030.

## Kritiek
Kritiek op de Green Deal kwam uit verschillende hoek: milieugroepen oordelen over het algemeen dat de Green Deal weliswaar een goede aanzet vormt, maar lang niet ver genoeg gaat. Bedrijfsleiders uit traditionele sectoren, en landen met sterke fossiele energiewinning daarentegen gaan liefst op de rem staan voor een in hun ogen te snelle omschakeling.
Critici stellen zich vragen over de “van boer tot bord”-strategie, wanneer niet ook het Europees landbouwbeleid tegen het licht wordt gehouden. Verder zouden de huidige handels- en investeringsakkoorden moeilijk te verenigen zijn met een ambitieus klimaatbeleid. Evenzo wordt het lastig gulle overheidsinvesteringen te voorzien zolang de EU vasthoudt aan begrotingsdiscipline en een verbod op monetaire financiering. Ook zou de streefdatum van 2050 binnen het kader van mondiale rechtvaardigheid te laat komen.
In een rapport van maart 2022 documenteerde Corporate Europe Observatory hoe de pesticiden-lobbygroep ambitieuze, bindende doelstellingen in de Green Deal poogde te ondermijnen.

## Afzwakking (2025)
Sedert het aantreden van de Commissie-Von der Leyen II eind december 2024 werden, onder meer door commissievoorzitster Ursula von der Leyen, voorstellen gelanceerd die neerkomen op een afzwakking van het miieu- en klimaatbeleid, bijvoorbeeld: de wet tegen ontbossing uitstellen, bedrijven meer tijd gunnen om over duurzaamheid te rapporteren, de zorgplichtwet uitstellen en minder streng maken, de grensheffing op CO2 voor energie-intensieve sectoren voor een kleiner aantal bedrijven laten gelden, de uitstootnormen voor auto’s versoepelen, en strengere regels rond pesticiden annuleren. Ook Kris Van Haver stelde zich de vraag of de groene agenda van klimaatleider Europa verwatert.
Op 22 april 2025 waarschuwde Commissaris Teresa Ribera (Uitvoerend Vicevoorzitter en commissaris voor Schone, Rechtvaardige en Competitieve Transitie, Competitiviteit) “dat de groene agenda onder druk staat zoals nooit tevoren”. Politieke tegenwind is onder meer afkomstig van “populistische en conservatieve krachten die inspelen op angst en onzekerheid”, en van toenemend “cynisme”. Ribera deed daarbij een oproep tot morele verantwoordelijkheidszin, en een hernieuwde inzet voor klimaatbeleid, sociale rechtvaardigheid en internationale samenwerking. Ze verwees naar historische mijlpalen uit 2015 zoals de encycliek Laudato Si' van paus Franciscus en het Klimaatakkoord van Parijs, als voorbeelden van hoopvolle, gezamenlijke actie.
Qatar heeft er in juli 2025 opnieuw mee gedreigd zijn gasleveringen aan de Europese Unie terug te schroeven. Door het gaswapen boven te halen hoopt Doha een afzwakking te bekomen van de Europese 'zorgplichtwet' voor grote ondernemingen.  Na een dreigement dat de Golfstaat volgens het Britse persagentschap Reuters recent uitte in brieven aan de Belgische regering en aan de Europese Commissie, rijst de vraag of Qatar binnenkort minder schepen met vloeibaar gas richting Europa zal sturen.
Volgens Reuters bezorgde de Qatarese minister van Energie, Saad al-Kaabi, België op 21 mei een duidelijke boodschap. 'Het is simpel: als de Europese Unie haar zorgplichtwet niet verder bijstuurt, zullen de staat Qatar en QatarEnergy geen andere optie hebben dan ernstig te overwegen om voor zijn vloeibaar gas en andere producten op zoek te gaan naar alternatieve markten die een stabieler en gunstiger bedrijfsklimaat bieden', luidt het in de brief die het persagentschap kon inkijken.

## EU-lidstaten
De reacties op, en uitvoering van de Europese Green Deal liepen in de verschillende lidstaten sterk uiteen.

### België
Vooral door de Vlaamse Regering, bij monde van minister Demir, werd de Green Deal erg koel ontvangen.

### Nederland
Nederland behoort tot de kopgroep van landen die de Green Deal ondersteunen. Ook een aanzienlijk deel van het bedrijfsleven lijkt gewonnen voor de plannen.

### Andere lidstaten
Vooral uit Tsjechië, Polen en Hongarije kwamen kritische geluiden, en werd zelfs opgeroepen de plannen uit te stellen vanwege de coronapandemie.

## Tijdslijn
- 11 december 2019: de Europese Green Deal werd gepresenteerd.[14]
- 14 januari 2020: het investeringsplan en het Just Transition Mechanism werden gepresenteerd.
- 4 maart 2020: voorstel voor een klimaatwet voor een klimaatneutrale Europese Unie tegen 2050. Na een openbare raadpleging werd het voorstel op 7 oktober 2020 door het Europees Parlement goedgekeurd.
- 10 maart 2020: de Europese industriestrategie werd goedgekeurd.
- 11 maart 2020: voorstel voor een nieuw actieplan circulaire economie dat zich richtte op duurzaam gebruik van hulpbronnen.[15]
- 20 mei 2020: publicatie van Farm to fork, de EU-strategie om de duurzaamheid van voedselsystemen te vergroten.[16]
- 20 mei 2020: voorstelling van de EU-biodiversiteitsstrategie voor 2030, gericht op de bescherming van kwetsbare natuurlijke hulpbronnen.[17]
- 8 juli 2020: Goedkeuring van de EU-strategieën voor de integratie van energiesystemen en waterstof om de weg te effenen naar een volledig koolstofvrije, efficiëntere en onderling verbonden energiesector.[18]
- 12 juli 2020: de EU-Taxonomie voor duurzame activiteiten werd van kracht, om greenwashing tegen te gaan en investeerders te helpen groene opties te kiezen.
- 17 september 2020: Het Klimaatdoelstellingsplan 2030 werd gepresenteerd.[19]
- 9 december 2020: Het Europees Klimaatpact werd gelanceerd.[20]
- 10-11 december 2020: Tijdens de Europese Raad besluiten de regeringsleiders van de EU dat de EU in 2030 55% minder broeikasgassen moet uitstoten dan in 1990.
- 14 juli 2021: presentatie van het "Fit for 55"-pakket door de Europese Commissie, met daarin een groot aantal wetgevingsvoorstellen om de EU Green Deal te realiseren.[14]